# Bugaj (Żelisławice)
Bugaj – część wsi Żelisławice w Polsce, położona w województwie świętokrzyskim, w powiecie włoszczowskim, w gminie Secemin.
W latach 1975–1998 Bugaj należał administracyjnie do województwa częstochowskiego.